# Trolejbusy w Aberdare
Trolejbusy w Aberdare – zlikwidowany system trolejbusowy w mieście Aberdare w Rhondda Cynon Taf, w Walii, w Wielkiej Brytanii. Został otwarty 9 października 1913 r. wraz z systemem tramwajowym jako jego uzupełnienie i w związku z tym był unikalny w skali kraju. Trolejbusy pobierały prąd z sieci za pomocą austro-węgierskich odbieraków systemu Cedes-Stoll, co stało się przyczyną problemów z ich kursowaniem. Na początku lat 20. XX w. część linii zastąpiono tramwajami, a pozostałe zamknięto w 1925 r., kiedy uszkodzeniu uległy ostatnie sprawne trolejbusy.

## Historia

### Budowa systemu
W 1910 r. w Aberdare sporządzono plany systemu trolejbusowego, który miał wspomagać system tramwajowy, a zezwolenie na budowę systemu zostało wydane na mocy tej samej uchwały, co w przypadku systemu tramwajowego. Zaplanowano budowę czterech tras, które poprowadzono w terenie górzystym, nieodpowiednim dla linii tramwajowych. Pierwsza trasa łączyła Cwmdare z północną krańcówką tramwaju Abercynon, długość: 0,8 km; druga trasa o długości 1,6 km łączyła Abernant z Commercial Street w centrum Aberdare; trzecia i czwarta trasa rozpoczynały się z południowej krańcówki tramwaju Aberaman, skąd jedna biegła do Cwmaman (2,0 km) a druga do Capooch (1,2 km). Aberdare planowało jednoczesne otwarcie dwóch systemów, co byłoby unikatowym wydarzeniem w skali Wielkiej Brytanii, gdyż żadne inne miasto nie zbudowało zintegrowanego systemu tramwajowo-trolejbusowego.

### Lata 1913–1921
Uroczyste uruchomienie obu systemów nastąpiło 9 października 1913 r., ale mimo że tramwaje rozpoczęły kursowanie w tym dniu, trolejbusy wyruszyły na swoje trasy dopiero 15 stycznia 1914 r., choć pierwsze przejazdy próbne odbyły się 22 września 1913 r. W firmie Christopher Dodson zakupiono osiem jednopiętrowych trolejbusów z 27 miejscami każdy. Nietypową cechą trolejbusów był odbierak prądu w formie czterokołowego wózeczka, który jeździł po parze przewodów trakcyjnych. Jednak tylko trasa do Cwmaman miała dwie pary przewodów umożliwiające minięcie się trolejbusów jadących w przeciwnych kierunkach. Na pozostałych trasach konieczna była wymiana odbieraków między trolejbusami.
Zajezdnia współdzielona z tramwajami zbudowana została w Gadlys. Ponieważ poszczególne linie trolejbusowe nie miały połączenia z zajezdnią, trolejbusy wyposażono w pałąk umożliwiający podłączenie się do tramwajowej sieci trakcyjnej i łyżwę, która ślizgała się po szynie zamykającej obwód elektryczny. Szybko jednak zrezygnowano z tego rozwiązania na rzecz holowania trolejbusów przez tramwaje na początek i koniec ich służby.
W 1914 r. pojawiły się trudności z utrzymaniem systemu trolejbusowego. Nietypowe odbieraki prądu Cedes-Stoll były produkcji austro-węgierskiej, a wybuch I wojny światowej uniemożliwił pozyskanie części zamiennych. Trasy rozpoczynające się przy krańcówce tramwajowej Aberaman wyłączono z eksploatacji 31 marca 1919 r. Pozostały tylko cztery trolejbusy zdolne do wyjazdu na linie. W 1922 r. nieczynne trasy z Aberaman zastąpiono nowo zbudowanymi trasami tramwajowymi. W 1921 r. pozostały trzy sprawne trolejbusy, trzy lata później już tylko dwa.

### Likwidacja
8 sierpnia 1925 r. doszło do awarii ostatniego z trolejbusów i rada miasta zaczęła rozważać zakupienie trolejbusów z nietypowymi odbierakami w mieście Keighley. Keighley eksploatowało trolejbusy z systemem Cedesa-Stolla do 1924 r., kiedy rozpoczęto przebudowę sieci trakcyjnej w celu dostosowania jej do standardowych odbieraków. We wrześniu dyrektor systemu tramwajowo-trolejbusowego w Aberdare, W. T. Hilder, wystąpił o sporządzenie raportu, który miał rozstrzygnąć, czy powinno się zakupić używane trolejbusy, czy fabrycznie nowe, ale nie otrzymał żadnych odpowiedzi. Trolejbusów już nie uruchomiono, a w 1935 r. z powodu kryzysu gospodarczego i spadku liczby mieszkańców z ulic miasta zniknęły także tramwaje.